# Liste der politischen Bezirke von Kärnten

Die Lage von Kärnten innerhalb Österreichs

Die Verwaltungsgliederung von Kärnten

Die Liste der politischen Bezirke von Kärnten zeigt die zehn politischen Bezirke von Kärnten, dem fünftgrößten Bundesland Österreichs.
Politische Gemeinden und Bezirke wurden in Kärnten wie in ganz Österreich um das Jahr 1850 geschaffen. Die ursprünglich 181 Gemeinden Kärntens wurden den im Jahr 1849 neu gegründeten 28 Bezirksgerichten zugewiesen, und davon wiederum mehrere jeweils einer Bezirkshauptmannschaft unterstellt. Von 1854 bis 1868 gab es neben der Landeshauptstadt Klagenfurt 28 Bezirke in Kärnten; diese Bezirksämter besorgten sowohl die politische Verwaltung als auch die Gerichtsbarkeit. 1868 kam man im Wesentlichen wieder auf die 1850 geschaffene Bezirkseinteilung zurück, die danach in Kärnten nur mehr zwei Änderungen erfuhr: 1932 wurde Villach Statutarstadt, und 1982 wurde der Bezirk Feldkirchen gebildet.
Zwei der zehn Bezirke sind Statutarstädte, nämlich Klagenfurt am Wörthersee und Villach. Beide sind zugleich Sitz einer weiteren Bezirkshauptmannschaft (Klagenfurt-Land bzw. Villach-Land).
Sowohl einwohnerstärkster als auch nach der Fläche kleinster Bezirk ist die Landeshauptstadt Klagenfurt. Unter den Landbezirken sind die beiden westlichen Bezirke die am dünnsten besiedelten: Spittal an der Drau, der flächenmäßig größte und einwohnerstärkste Bezirk, sowie Hermagor, der Bezirk mit den wenigsten Einwohnern in Kärnten. Feldkirchen ist der flächenkleinste Landbezirk Kärntens.

## Legenden und Listen

### Städte, Gemeinden und Bemerkungen
- Bezirksname, Lage, KFZ: Nennt den Namen des Bezirks und darunter mittels Karte die Lage innerhalb Kärntens,[1] sowie das Kfz-Kennzeichenkürzel des Bezirks.[1]
- Bezirkshauptstadt, Städte, Marktgemeinden und Gemeinden: Nennt die Bezirkshauptstadt bzw. den Verwaltungssitz sowie alle Städte, Marktgemeinden und Gemeinden, die im Bezirk liegen.[2]
- Bemerkungen: Gibt Details zum Bezirk an.

| Bezirksname, Lage, KFZ    | Bezirkshauptstadt, Städte, Marktgemeinden und Gemeinden | Bemerkung |
| ------------------------- | --- | --- |
| Feldkirchen ↓ FE          | Bezirkshauptstadt (Verwaltungssitz): Feldkirchen in Kärnten Gemeinden: Albeck • Glanegg • Gnesau • Himmelberg • Ossiach • Reichenau • St. Urban • Steindorf am Ossiacher See • Steuerberg | Feldkirchen liegt im Zentrum Kärntens. Von 1850 bis 1982 waren die Gemeinden dem Bezirk Klagenfurt-Land zugeordnet. Im Norden grenzt der Bezirk an den steirischen Bezirk Murau, im Westen, Süden und Osten grenzen die Kärntner Bezirke Spittal, St. Veit, Villach, Villach-Land, Klagenfurt-Land und Klagenfurt an. |
| Hermagor ↓ HE             | Bezirkshauptstadt (Verwaltungssitz): Hermagor-Pressegger See Marktgemeinden: Kirchbach • Kötschach-Mauthen Gemeinden: Dellach • Gitschtal • Lesachtal • St. Stefan im Gailtal | Der Bezirk Hermagor im Südwesten Kärntens grenzt am südlichen Ende an das Nachbarland Italien, im Westen an Osttirol. Durch den Bezirk fließt die Gail. Teil des Bezirks sind die Karnischen Alpen und die Gailtaler Alpen. |
| Klagenfurt Stadt ↓ K      | 15 Stadtbezirke: Innere Stadt (I. – IV.) • St. Veiter Vorstadt (V.) • Völkermarkter Vorstadt (VI.) • Viktringer Vorstadt (VII.) • Villacher Vorstadt (VIII.) • Annabichl (IX.) • St. Peter (X.) • St. Ruprecht (XI.) • St. Martin (XII.) • Viktring (XIII.) • Wölfnitz (XIV.) • Hörtendorf (XV.) | Klagenfurt ist als Statutarstadt sowohl Gemeinde, als auch Stadt. Das Stadtgebiet wiederum liegt im Zentrum des Klagenfurter Beckens am Ostufer des Wörthersees. 2007 wurde der Name des Sees in den Gemeindenamen aufgenommen, seitdem heißt die Stadt offiziell Klagenfurt am Wörthersee. |
| Klagenfurt-Land↓ KL       | Verwaltungssitz: Klagenfurt am Wörthersee Stadt: Ferlach Marktgemeinden: Ebenthal in Kärnten • Feistritz im Rosental • Grafenstein • Magdalensberg • Maria Saal • Moosburg • Poggersdorf • Schiefling am Wörthersee Gemeinden: Keutschach am See • Köttmannsdorf • Krumpendorf am Wörthersee • Ludmannsdorf • Maria Rain • Maria Wörth • Pörtschach am Wörther See • St. Margareten im Rosental • Techelsberg am Wörther See • Zell | Der Bezirk Klagenfurt-Land liegt im Süd-Osten Kärntens und umgibt großteils die Bezirkshauptstadt Klagenfurt. Im Süden des Bezirks liegt die Grenze zum Nachbarland Slowenien. Zahlreiche Gemeinden des Bezirks liegen im Umkreis des Wörthersee. |
| Spittal an der Drau ↓ SP  | Bezirkshauptstadt (Verwaltungssitz): Spittal an der Drau Städte: Gmünd in Kärnten • Radenthein Marktgemeinden: Greifenburg • Lurnfeld • Millstatt am See • Oberdrauburg • Obervellach • Rennweg am Katschberg • Sachsenburg • Seeboden am Millstätter See • Steinfeld • Winklern Gemeinden: Bad Kleinkirchheim • Baldramsdorf • Berg im Drautal • Dellach im Drautal • Flattach • Großkirchheim • Heiligenblut am Großglockner • Irschen • Kleblach-Lind • Krems in Kärnten • Lendorf • Mallnitz • Malta • Mörtschach • Mühldorf • Rangersdorf • Reißeck • Stall • Trebesing • Weißensee | Spittal ist der größte Bezirk des Bundeslandes. Er umfasst beinahe die gesamte Region Oberkärnten. Geprägt wird der Bezirk durch die Hohen Tauern und die Ebenen des Oberen Drautals, des Mölltals, des Maltatals und des Liesertals. Im Osten beziehungsweise Süden des Bezirks befinden sich mit dem Millstätter See und dem Weißensee zwei der vier großen Seen Kärntens.                                                     |
| St. Veit an der Glan ↓ SV | Bezirkshauptstadt (Verwaltungssitz): St. Veit an der Glan Städte: Althofen • Friesach • Straßburg Marktgemeinden: Brückl • Eberstein • Gurk • Guttaring • Hüttenberg • Klein St. Paul • Liebenfels • Metnitz • Weitensfeld im Gurktal Gemeinden: Deutsch-Griffen • Frauenstein • Glödnitz • Kappel am Krappfeld • Micheldorf • Mölbling • St. Georgen am Längsee | Der Bezirk St. Veit liegt im Nordosten des Landes. Teil des Bezirks ist im Süden das Klagenfurter Becken sowie im Nordosten die Saualpe. Der Bezirk grenzt im Norden an die Steiermark. |
| Villach Stadt ↓ VI        | 17 Katastralgemeinden: Villach-Innere Stadt • St. Martin • Völkendorf • Judendorf • Federaun • Perau • Pogöriach • Heiligengeist • Seebach • Wollanig • Vassach • St. Ruprecht • Gratschach • Wernberg II • Maria Gail • Drobollach • Bogenfeld | Villach ist neben der Landeshauptstadt Klagenfurt die zweite Statutarstadt Kärntens und wird vom Bezirk Villach-Land eingeschlossen, dessen Verwaltungssitz es auch ist. Das Stadtgebiet liegt am Zusammenflussgebiet von Drau und Gail und an mehreren Seen Kärntens, wie zum Beispiel dem Ossiacher See und dem Faaker See. |
| Villach-Land ↓ VL         | Verwaltungssitz: Villach Marktgemeinden: Arnoldstein • Bad Bleiberg • Finkenstein am Faaker See • Nötsch im Gailtal • Paternion • Rosegg • St. Jakob im Rosental • Treffen am Ossiacher See • Velden am Wörther See • Weißenstein Gemeinden: Afritz am See • Arriach • Feistritz an der Gail • Feld am See • Ferndorf • Fresach • Hohenthurn • Stockenboi • Wernberg | Villach-Land liegt im zentralen Süden von Kärnten. Verwaltungssitz ist die Statutarstadt Villach, die von Villach-Land vollständig umschlossen wird. Teil des Bezirks sind zahlreiche Seen wie der Faaker See, der Afritzer See, der Brennsee oder der Wörthersee. Der Bezirk grenzt außerdem an Italien und Slowenien. Die Marktgemeinde Arnoldstein bildet in der Grenzregion zu diesen Ländern ein sogenanntes Dreiländereck. |
| Völkermarkt ↓ VK          | Bezirkshauptstadt (Verwaltungssitz): Völkermarkt Stadt: Bleiburg Marktgemeinden: Eberndorf • Eisenkappel-Vellach • Feistritz ob Bleiburg • Griffen Gemeinden: Diex • Gallizien • Globasnitz • Neuhaus in Kärnten • Ruden • St. Kanzian am Klopeiner See • Sittersdorf | Völkermarkt ist ein Bezirk im Südosten von Kärnten. Die gleichnamige Bezirkshauptstadt liegt im nördlichen Jauntal nördlich der Drau. Teil des Bezirks sind die Karawanken, die Saualpe und das Lavanttal sowie unter anderem die Seen Klopeiner See, Turnersee oder Kleinsee. Im Süden des Bezirks befindet sich die Grenze zu Slowenien.                                                                                       |
| Wolfsberg ↓ WO            | Bezirkshauptstadt (Verwaltungssitz): Wolfsberg Städte: Bad St. Leonhard im Lavanttal • St. Andrä Marktgemeinden: Frantschach-St. Gertraud • Lavamünd • Reichenfels • St. Paul im Lavanttal Gemeinden: Preitenegg • St. Georgen im Lavanttal | Der Bezirk Wolfsberg liegt im Lavanttal im Nordosten des Bundeslandes in der Region Unterkärnten. Teil des Bezirkes sind die Packalpe und die Koralpe. Im Norden und Osten grenzt der Bezirk an die Steiermark und im Südosten an Slowenien. Durchzogen wird der Bezirk durch den Fluss Lavant, die im Südosten in die Drau mündet.                                                                                              |

### Daten
- Fläche in km²: Nennt die Fläche des Bezirks in Quadratkilometern.
- Einwohner:  Nennt die Anzahl der Einwohner des Bezirks (Stand: 1. Jänner 2024)[3].
- Dichte:  Nennt die Dichte des Bezirks (Einwohner pro Quadratkilometer).
- Gemeinden (Städte/Marktgemeinden): Nennt die Gesamtanzahl der Gemeinden (dazu zählen Städte, Marktgemeinden und Gemeinden). In Klammer an erster Stelle steht die Anzahl der Städte und an zweiter Stelle die Anzahl der Marktgemeinden.

| Name                   | Fläche in km² | Einwohner | Dichte (Ew/km²) | Gemeinden (Städte / Marktgemeinden) |             |
| ---------------------- | ------------- | --------- | --------------- | ----------------------------------- | ----------- |
| Feldkirchen ↑          | 558,49        | 30.078    | 54              | 10 (1/0)                            |             |
| Hermagor ↑             | 808,13        | 18.044    | 22              | 7 (1/2)                             |             |
| Klagenfurt-Land ↑      | 765,64        | 61.708    | 81              | 19 (1/8)                            |             |
| Klagenfurt Stadt ↑     | 120,12        | 104.866   | 873             | Statutarstadt                       |             |
| Spittal an der Drau ↑  | 2.764,99      | 75.651    | 27              | 33 (3/10)                           |             |
| St. Veit an der Glan ↑ | 1.493,58      | 54.140    | 36              | 20 (4/9)                            |             |
| Villach-Land ↑         | 1.009,29      | 65.554    | 65              | 19 (0/10)                           |             |
| Villach Stadt ↑        | 134,99        | 65.600    | 486             | Statutarstadt                       |             |
| Völkermarkt ↑          | 907,61        | 42.010    | 46              | 13 (2/4)                            |             |
| Wolfsberg ↑            | 973,65        | 52.093    | 54              | 9 (3/4)                             |             |
| Kärnten                | 9.536,50      | 569.744   | 60              | 132 (17/47)                         | 132 (17/47) |